# Katolickie Stowarzyszenie „Civitas Christiana”

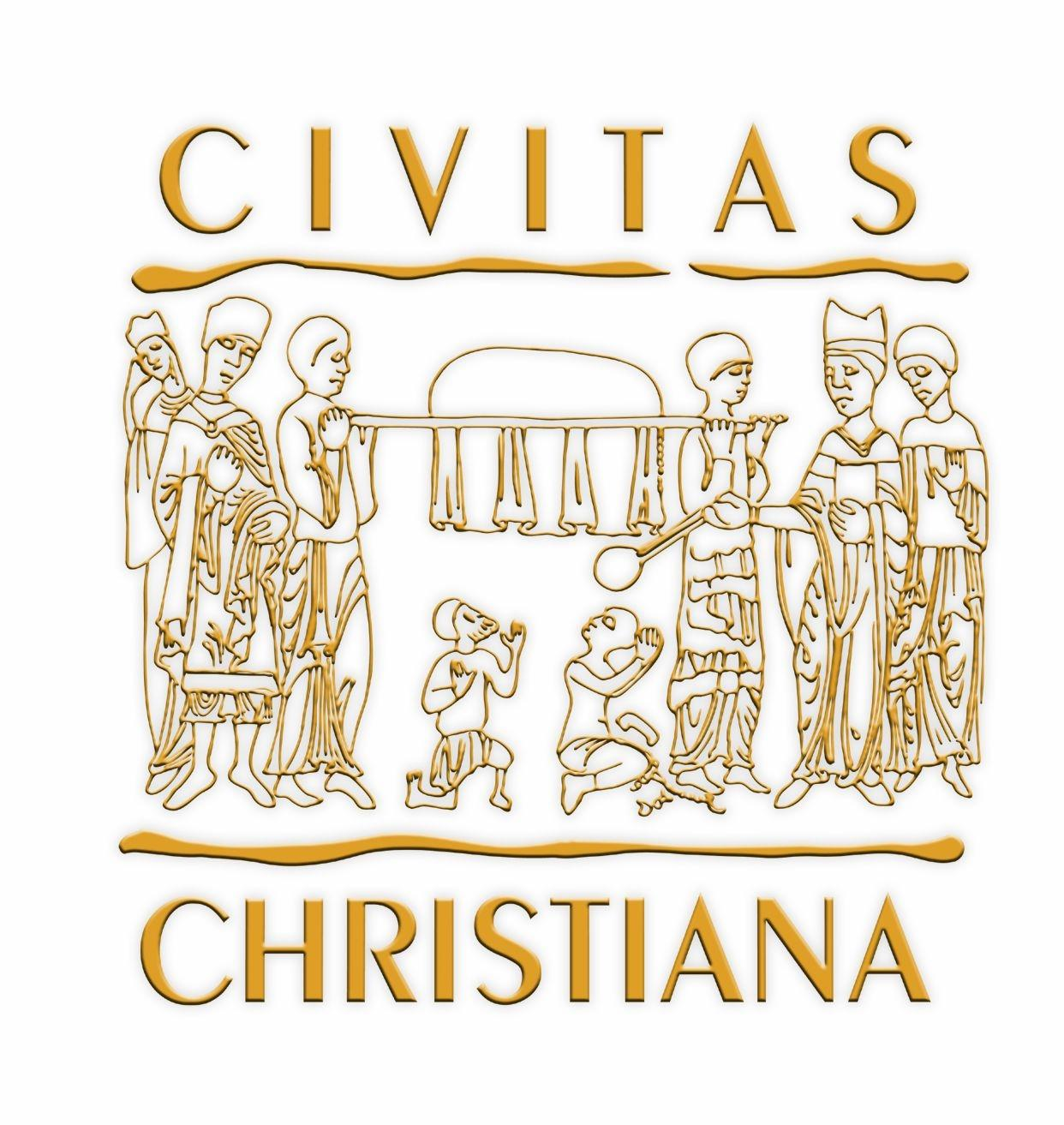
Logo

Katolickie Stowarzyszenie „Civitas Christiana” – ogólnopolska organizacja formacyjno-edukacyjna, przygotowującą katolików świeckich do realizowania misji Kościoła w łączności z jego pasterzami i zgodnie z wartościami i zasadami katolickiej nauki społecznej. Od 1993 roku jest kontynuacją Stowarzyszenia „Pax”, które wyniku przemian demokratycznych w Polsce zakończyło działalność polityczną. „Civitas Christiana” zostało oficjalnie uznane przez Kościół katolicki w Polsce jako stowarzyszenie katolickie dekretem Przewodniczącego Konferencji Episkopatu Polski z 14 kwietnia 1997 i zmieniło nazwę dodając określenie „katolickie”. Katolickie Stowarzyszenie „Civitas Christiana” stanowi integralną część wspólnoty Kościoła jako organizacja ludzi świeckich, mająca na celu umacnianie i krzewienie formacji katolicko-społecznej w Polsce.

## Nazwa i zadania
Stowarzyszenie nazywa się „Civitas Christiana”. Te łacińskie słowa oznaczają społeczność chrześcijańską, czyli społeczność zorganizowaną w imię Boże.
Dotyczy ona trzech podmiotów życia publicznego:
- człowieka jako obywatela
- wspólnoty ludzkiej, czyli społeczeństwa i narodu
- państwa jako rodziny rodzin.

Civitas Christiana oznacza w powyższym rozumieniu obowiązek uczestniczenia w budowaniu ładu społecznego w Ojczyźnie zgodnie z chrześcijańską wizją państwa. W polskich warunkach sprowadza się to do urządzania państwa opartego na własnym modelu demokracji wynikającym z tysiącletnich doświadczeń religii chrześcijańskiej i życia narodowego. Działacze CC sprawują mandaty radnych w polskich samorządach.
Powyższe zadanie przekazał „Civitas Christiana” papież Jan Paweł II, kiedy do delegacji tego stowarzyszenia na placu św. Piotra w Rzymie 20 kwietnia 1994 r. zwrócił się słowami: Budujcie civitas christiana kilkakrotnie je powtarzając: Budować chrześcijańskie społeczeństwo (łacińskie civitas) i kształtować, czyli formować obywatelskie sumienie współczesnego Polaka w XXI wieku – to w największym skrócie program działania organizacji.
Papież w najnowszej adhortacji Ecclesia in Europa nazywa to budowaniem „miasta godnego człowieka”.

## Logo „Civitas Christiana”
Emblemat, czyli logo Katolickiego Stowarzyszenia „Civitas Christiana” przedstawia stylizowany fragment (siedemnasta kwatera) Drzwi Gnieźnieńskich, na którym szczątki św. Wojciecha męczennika przenoszone są uroczyście do Gniezna.